# مؤتمر فيينا

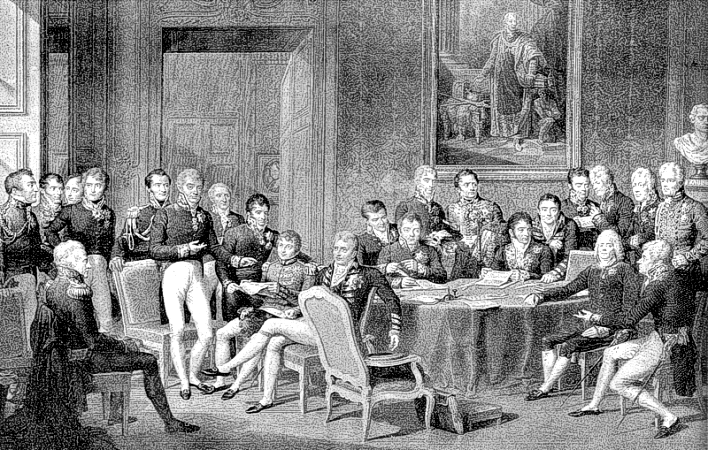
مؤتمر فيينا بريشة جان باتيست إزابيه (1767-1855)

مؤتمر فيينا هو مؤتمر لسفراء الدول الأوروبية ترأسه رجل الدولة النمساوي كليمنس فون مترنيش. عقد المؤتمر في فيينا في الفترة من سبتمبر 1814 إلى يونيو 1815. كان هدفه تسوية العديد من القضايا الناشئة عن حروب الثورة الفرنسية والحروب النابليونية وتفكك الإمبراطورية الرومانية المقدسة. أسفر هذا المؤتمر عن إعادة رسم الخريطة السياسية للقارة، ووضع حدود لفرنسا ودوقية نابليون في وارسو وهولندا وولايات نهر الراين والمقاطعة الألمانية في ساكسونيا على الأراضي الإيطالية المختلفة وإنشاء مناطق نفوذ لكل من فرنسا والنمسا وروسيا وبريطانيا تتوسط فيها تلك الدول في حل المشاكل المحلية والإقليمية. كان مؤتمر فيينا نموذجاً لعصبة الأمم والأمم المتحدة بسبب هدفها في إحلال السلام من جانب جميع الأطراف.
كانت الخلفية المباشرة هزيمة فرنسا النابليونية واستسلامها في مايو 1814 الأمر الذي وضع حداً لـ 25 عاماً من الحرب المتواصلة تقريباً. استمرت المفاوضات على الرغم من اندلاع القتال الناجم عن عودة نابليون من المنفى واستعادته للحكم في فرنسا خلال مئة يوم من مارس إلى يوليو 1815. الوثيقة الختامية للمؤتمر وقعت قبل تسعة أيام من هزيمته النهائية في واترلو في 18 يونيو 1815.
الأمر المثير للاهتمام في مؤتمر فيينا هو أنه لم يكن مؤتمراً بالمعنى الحرفي للكلمة حيث لم تعقد جلسة عامة أبداً كما جرت معظم النقاشات بصفة غير رسمية، ووجهاً لوجه بين القوى العظمى مثل فرنسا والمملكة المتحدة والنمسا وروسيا وفي بعض الأحيان بروسيا، مع مشاركة محدودة أو معدومة من قبل المندوبين الآخرين. من ناحية أخرى كان الكونغرس المحاولة الأولى في التاريخ حيث تجتمع القوى على نطاق القاري بهدف الوصول إلى معاهدة، بدلا من الاعتماد أساسا على الرسل والرسائل بين العواصم المختلفة. أدت التسوية في نهاية مؤتمر فيينا - على الرغم من التغييرات اللاحقة – لتشكيل إطار للسياسة الدولية الأوروبية حتى اندلاع الحرب العالمية الأولى في عام 1914.

## مقدمات
وقعت تسويات جزئية بالفعل خلال معاهدة باريس بين فرنسا والتحالف السادس، وخلال معاهدة كيل التي شملت القضايا التي أثيرت حول الدول الإسكندنافية. قررت معاهدة باريس وجوب انعقاد مؤتمر عام في فيينا وأنه سيتم توجيه الدعوات إلى جميع القوى الفاعلة في الحرب الحالية. قرر الافتتاح في يوليو / تموز 1814.

## المشاركون
الدول الأربع العظمى وفرنسا بوربون

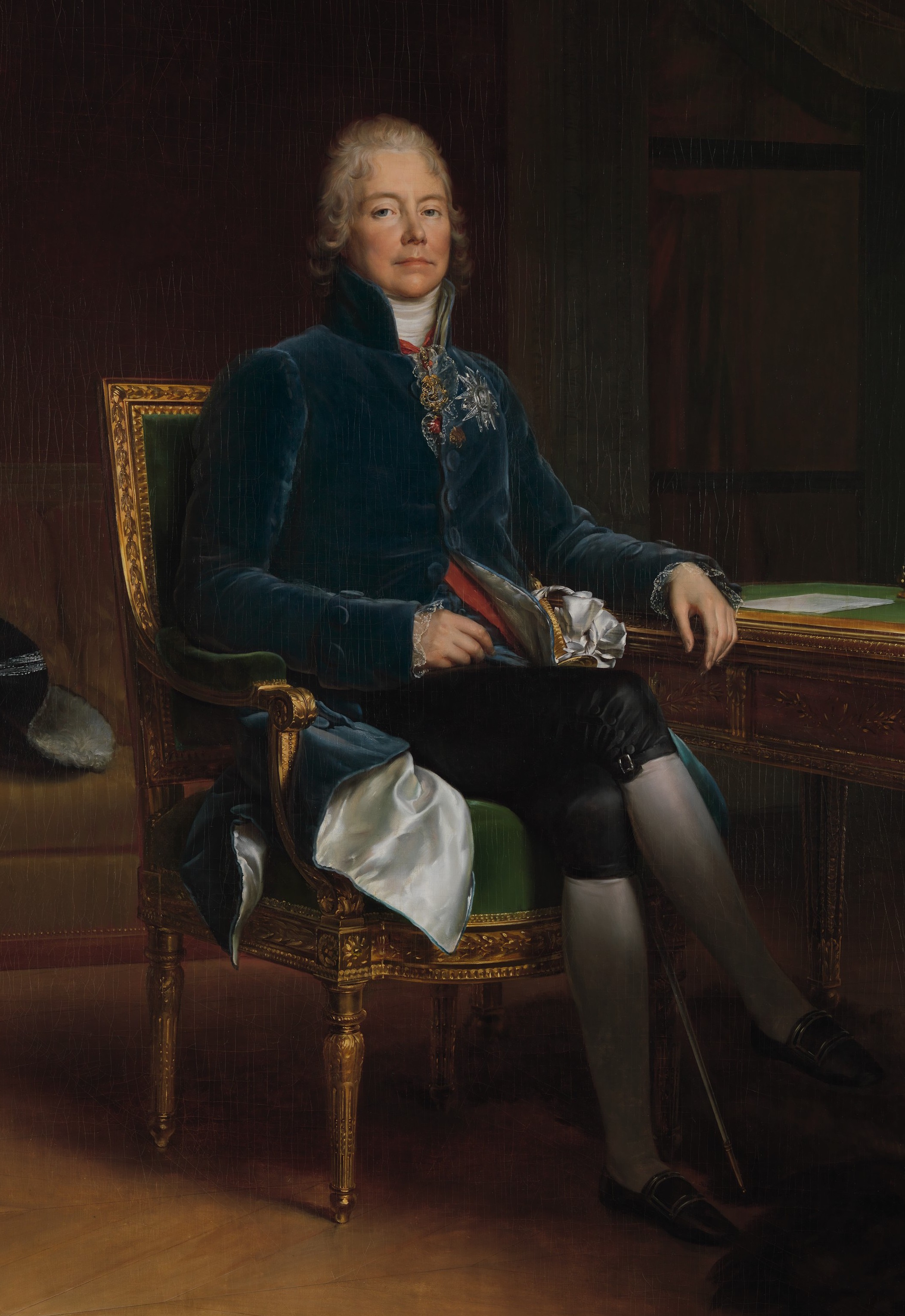
ظهر شارلز موريس دو تاليران - بيريغو مفاوضاً قوياً من طرف فرنسا المهزومة.

شكلت القوى الأربع العظمى سابقاً قلب التحالف السادس. ومع اقتراب هزيمة نابليون حددوا مواقفهم المشتركة والمذكورة في معاهدة شومو (آذار / مارس 1814)، وتفاوضوا على معاهدة باريس مع آل بوربون في فرنسا خلال إعادة تنصيبهم:
- الإمبراطورية النمساوية ومثلها الأمير مترنيش وزير الخارجية ونائبه البارون يوهان فون فيسينبيرغ [الإنجليزية]. من الواضح أن الإمبراطور فرانسيس الأول كان قريباً من مكان الحدث.
- المملكة المتحدة ممثلة بداية بوزير خارجيتها فيسكونت كاسلريا [الإنجليزية] ومن ثم من قبل دوق ولينغتون بعد عودة كاسلريا لإنجلترا في فبراير/ شباط 1815. وفي الأسابيع الأخيرة من قبل ايرل كلانكارتي [الإنجليزية] بعدما غادر ولينغتون مواجهة نابليون خلال المائة يوم.
- روسيا وعلى الرغم من أن وزير الخارجية الكونت كارل روبرت نيسيلرود [الإنجليزية] قاد الوفد الروسي الرسمي، فإن القيصر ألكسندر الأول كان أيضاً في فيينا واعتبر نفسه عملياً واسمياً المفوض الوحيد عن نفسه.[6]
- مملكة بروسيا مثلت من طرف الأمير كارل أوغست فون هاردينبيرغ المستشار، والدبلوماسي والباحث فيلهلم فون همبولت. كان الملك فريدريك وليام الثالث البروسي أيضاً في فيينا ولعب دوره وراء الكواليس.

كانت فرنسا القوة الخامسة ممثلة بوزير خارجيتها تشارلز موريس دو تاليران - بيريغو فضلاً عن الوزير المفوض الدوق دالبيرغ. كان تاليران طرفاً في معاهدة باريس عن الملك لويس الثامن عشر، لكن الملك لم يثق به وكان يتفاوض أيضاً مع مترنيش شخصياً وسراً عبر البريد.
الموقعون الثلاثة الآخرون على معاهدة باريس (1814)
لم تكن هذه الأطراف جزءا من معاهدة شومو، ولكنها انضمت إلى معاهدة باريس:
- إسبانيا مثلها الماركيز بيدرو غوميز دي لابرادور [الإنجليزية].
- البرتغال ممثلة بالمفوضين بيدرو دي سوزا أولستين كونت بالميلا [الإنجليزية] وأنطونيو دي سالدانيا دا غاما وخواكيم لوبو دا سيلفيرا.[8][9]
- السويد والنرويج ممثلين بالكونت كارل لوفينهيلم [الإنجليزية].

آخرون
- الدنمارك عنها الكونت نيلز روزينكرانتز وزير الخارجية.[10] كما كان الملك فريدريك السادس أيضاً موجوداً في فيينا.
- هولندا وعنها ايرل كلانكارتي [الإنجليزية] السفير البريطاني في البلاط الهولندي[11][12] والبارون هانز فون غاجيرن [الإنجليزية].[13]
- سويسرا حيث كان لكل كانتون وفده الخاص به لكن تشارلز بيكتيه دو روشمو [الإنجليزية] من جنيف لعب دوراً بارزاً.[14]
- الدويلات البابوية مثلها الكاردينال إيركولي كونسالفي [الإنجليزية].[15]
- بشأن القضايا الألمانية:
  - بافاريا مثلها ماكسيميليان غراف فون مونتجيلاس [الإنجليزية].
  - فورتمبيرغ مثلها جورج إرنست لفين غراف فون فينتزنجيروده.
  - هانوفر التي كانت حينها في اتحاد شخصي مع التاج البريطاني مثلها جورج غراف تزو مونستر. (رفض الملك جورج الثالث الاعتراف بتفكك الإمبراطورية الرومانية المقدسة في 1806 وحافظ على فصل الموظفين الدبلوماسيين كحاكم هانوفر لإدارة شؤون ممتلكات الأسرة، باسم دوقية برونزفيك-لونيبيرغ، حتى اختتام المؤتمر عندما أنشئت مملكة هانوفر).

كان لكل دولة أوروبية تقريباً وفد في فيينا (أكثر من 200 دولة وعائلات حاكمة كانت ممثلة في المؤتمر). بالإضافة إلى ذلك كان هناك ممثلون عن المدن والشركات والمنظمات الدينية (على سبيل المثال، الأديرة) وجماعات المصالح الخاصة (على سبيل المثال، كان هناك وفد يمثل دور النشر الألمانية، يطالب بقانون حقوق التأليف وحرية الصحافة).

## مسار المؤتمر
في البداية، اجتمع ممثلوا القوى الأربع المنتصرة آملين في استبعاد الفرنسيين من المشاركة في مفاوضات جدية. استطاع تاليران بمهارته السياسية إدراج نفسه في المجالس الداخلية في الأسابيع الأولى من المفاوضات. حيث تحالف مع ثمانية من القوى الأوروبية الأصغر (بما في ذلك إسبانيا والسويد والبرتغال) في لجنة للسيطرة على المفاوضات. حالما نجح تاليران في إقحام اللجنة في المفاوضات الداخلية انسحب منها متخلياً عن حلفائه.
أدى تردد الحلفاء الكبير حول كيفية إدارة شؤون المؤتمر دون إثارة احتجاج موحد من القوى الأقل شأناً إلى الدعوة لعقد مؤتمر تمهيدي حول البروتوكول. دعي إلى هذا المؤتمر كل من تاليران وماركيز لابرادور ممثل إسبانيا، في 30 سبتمبر/ أيلول 1814.
ذكر أمين المؤتمر فريدريش فون جينتز [الإنجليزية] «تدخل تاليران ولابرادور أحبط جميع خططنا. احتج تاليران على الإجراء الذي اتخذناه ووبخنا لساعتين. وكان مشهدا لن أنساه ما حييت.»  أجاب ممثلوا الحلفاء أن وثيقة البروتوكول التي أعدوها لا تعني في الواقع شيئاً. حينها قاطع لابرادور «إذا لم تكن ذات أهمية، لم وقعتم عليها؟».
كانت سياسة تاليران خليطاً من الوطنية والطموح الشخصي واستغل العلاقة الودية بينه وبين لابرادور والذي ينظر إليه تاليران بازدراء. استذكر لابرادور لاحقاً قول تاليران: «ذاك المعاق، للأسف، ذاهب إلى فيينا.»  تجنب تاليران مواد إضافية اقترحها لابرادور حيث لم تكن لديه أي نية لتسليم 12 ألفاً من الأفرانسيسادو من الهاربين الإسبان والمتعاطفين مع فرنسا والذين أقسموا الولاء لجوزيف بونابرت ولا الجزء الأكبر من الوثائق واللوحات والقطع الفنية أو أعمال المساحة البحرية والتاريخ الطبيعي التي تم نهبها من محفوظات القصور والكنائس والكاتدرائيات في إسبانيا.

## المرسوم الأخير
وقع المرسوم النهائي الذي ضم كافة الاتفاقيات في 9 حزيران/ يونيو 1815 (بضعة أيام قبل معركة واترلو). تشمل بنوده:
- تمنح روسيا أغلب دوقية وارسو (بولندا) على أن تحتفظ بفنلندا (التي كانت قد ضمتها من السويد عام 1809 حتى عام 1917).
- تمنح بروسيا خمسي ساكسونيا وأجزاء من دوقية وارسو (دوقية بوزن الكبرى) ودانتزغ وأرض الراين / وستفاليا.
- تم إنشاء اتحاد ألماني من 38 دويلة من أصل 360 كانت تشكل بمجملها الإمبراطورية الرومانية المقدسة برئاسة الإمبراطور النمساوي. أدرجت أجزاء فقط من أراضي النمسا وبروسيا في الاتحاد.
- وحدت هولندا وجنوب هولندا (تقريباً بلجيكا الحالية) في نظام ملكي دستوري يحكمه ملك من عائلة أورانج ناساو.
- للتعويض عن خسارة آل أورانج ناساو لأراضي ناساو لصالح بروسيا، تشكل المملكة المتحدة الهولندية ودوقية لوكسمبورغ اتحاداً شخصياً بحكم آل أورانج - ناساو حيث تكون لوكسمبورغ (ولكن ليس هولندا) ضمن الاتحاد الألماني.[23]
- بوميرانيا السويدية [الإنجليزية] التي استولت عليها الدنمارك في العام السابق تسلم لبروسيا.
- ضمان حيادية سويسرا.
- تتنازل هانوفر عن دوقية لاونبيرغ للدنمارك، ولكن تتوسع أراضيها بضم الأراضي الخاضعة سابقاً لأسقف مونستر والأراضي البروسية في فريزيا الشرقية.
- يعترف بمعظم المكاسب الإقليمية لكل من بافاريا وفورتمبيرغ وبادن وهيسه - دارمشتات وناساو خلال عمليات الاستيعاب بين عامي 1801 - 1806. ضمت بافاريا أيضاً راينيشه بالاتينيت وأجزاء من دوقية نابليون في فورتسبورغ ودوقية فرانكفورت الكبرى. منحت هيسه - دارمشتات مدينة ماينتس مقابل التخلي عن دوقية ويستفاليا لبروسيا.
- تستعيد النمسا السيطرة على تيرول وسالزبورغ من المحافظات الإيليرية السابقة ومقاطعة ترنوبل من روسيا. كما تمنح لومبارديا والبندقية في إيطاليا ودوبروفنيك في دالماسيا. تبقى الأراضي النمساوية السابقة في جنوب غرب ألمانيا تحت سيطرة بادن وفورتمبيرغ كما فقدت ممتلكاتها في هولندا.
- يستعاد أمراء هابسبورغ إلى عرشي دوقية توسكانا الكبرى ودوقية مودينا.
- الدولة البابوية تحت حكم البابا وتستعيد حدودها السابقة باستثناء أفينيون وكومتا فينايسي [الإنجليزية] والتي بقيت جزءاً من فرنسا.
- تم تثبيت سيطرة المملكة المتحدة على مستعمرة كيب في جنوب أفريقيا وتوباغو وسيلان وغيرها من مختلف المستعمرات في أفريقيا وآسيا. كما أعيدت المستعمرات الأخرى وأبرزها جزر الهند الشرقية الهولندية والمارتينيك إلى أصحابها السابقين.
- استعيد ملك سردينيا في بيدمونت ونيس وسافوي ومنح السيطرة على جنوى (مما وضع نهاية للجمهورية في المدينة).
- أعطيت دوقيات بارما وبياتشينزا وغاستالا لماري لويز زوجة نابليون.
- أنشئت دوقية لوكا لصالح آل بوربون - بارما [الإنجليزية] حيث تعود حقوقها لبارما بعد وفاة ماري لويز.
- فرديناند الرابع من البوربون، ملك صقلية يستعيد السيطرة على مملكة نابولي بعد أن قام يواكيم مورات (الملك المنصب من طرف بونابرت)، بدعم نابليون في المائة يوم وإعلان الحرب على النمسا.
- أدينت تجارة الرقيق.
- تكفل حرية الملاحة في العديد من الأنهار بما فيها الراين.

### الأزمة البولندية الساكسونية
كان أكثر المواضيع إثارة للجدل في المؤتمر ما عرف بالأزمة البولندية الساكسونية. عرض الروس والبروسيون صفقة حيث تتنازل بروسيا والنمسا عن ممتلكاتهما في بولندا لصالح روسيا التي ستشكل المملكة البولندية في اتحاد شخصي مع روسيا ويكون ألكسندر ملكاً. في المقابل فإن بروسيا تحصل على كامل ولاية ساكسونيا التي حصن ملكها عرشه حيث لم يتخل عن تبعيته لنابليون. لم توافق النمسا وفرنسا وبريطانيا على هذه الخطة، وبإلهام من تاليران وقعوا معاهدة سرية في 3 يناير/كانون الثاني 1815 اتفقوا بها على الذهاب إلى الحرب إذا لزم الأمر لمنع الخطة الروسية البروسية من أن تؤتي ثمارها.

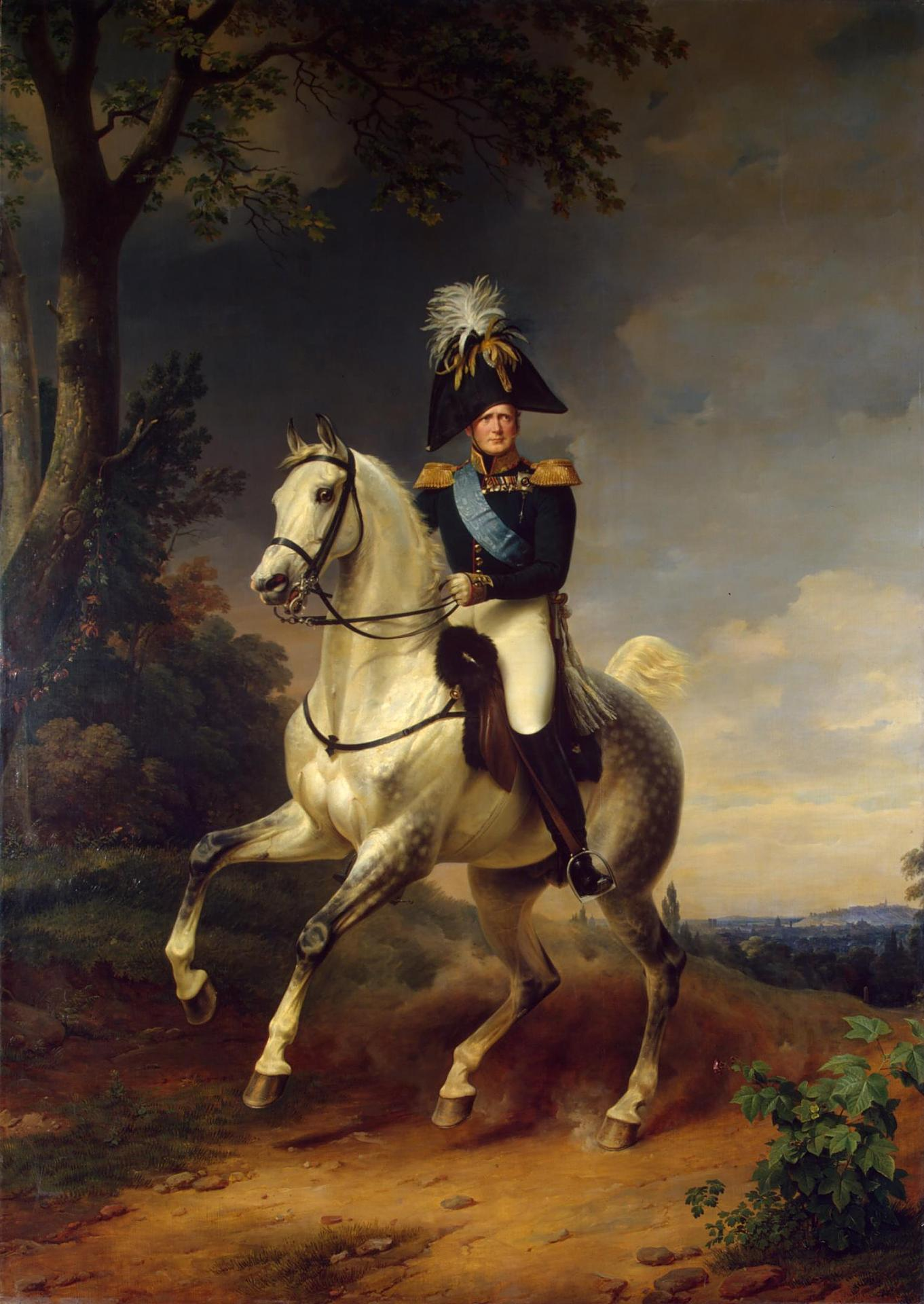
ألكسندر الأول قيصر روسيا (1812) اعتبر نفسه حارس الأمن الأوروبي.

على الرغم من أي من القوى الثلاث كانت على استعداد للحرب فإن الروس لم يريدوا الدخول في الحرب وكان التوصل إلى تسوية ودية يوم 24 أكتوبر/ تشرين الأول 1814 تلقت روسيا بموجبها أغلب دوقية وارسو النابليونية على أنها «مملكة بولندا» ودعيت كونغرس بولندا، لكن روسيا لم تحصل على مقاطعة بوزنان في دوقية بوزنان والتي منحت لبروسيا ولا كراكوف التي أصبحت مدينة حرة [الإنجليزية]. تلقت بروسيا 40 ٪ من ولاية سكسونيا والتي عرفت فيما بعد باسم مقاطعة ساكسونيا بينما أعيد ما تبقى إلى الملك فريدريك أغسطس الأول ملك ساكسونيا.

### التغييرات الأخرى
كانت نتائج المؤتمر الرئيسية فضلاً عن تأكيده خسارة فرنسا للأراضي التي ضمتها بين عامي 1795-1810 والتي سبق أن اتفق عليها في معاهدة باريس، توسيع روسيا (التي حصلت على أغلب دوقية وارسو) وبروسيا التي اكتسبت وستفاليا وأراضي شمال الراين. كما تم تأكيد توحيد ألمانيا مما يقرب من 300 دويلة نجمت عن انهيار الإمبراطورية الرومانية المقدسة (المنحلة في 1806) في 38 ولاية مما يسهل إدارتها (كان منها 4 مدن حرة). شكلت هذه الدول اتحاداً ألمانياً فضفاضاً بقيادة بروسيا والنمسا.
وافق النواب في المؤتمر على العديد من التغييرات الإقليمية الأخرى. نقلت النرويج من سيادة الدنمارك إلى السويد الأمر الذي أشعل الحركة القومية في النرويج وتشكيل مملكة النرويج يوم 17 مايو/ أيار 1814. حصلت النمسا على لومبارديا والبندقية في شمال إيطاليا بينما ذهبت أغلبية الأراضي الإيطالية في الشمال والوسط إلى سلالات هابسبورغ (دوقية توسكانا ودوقية مودينا ودوقية بارما). وأعيدت الولايات البابوية للبابا. أعيد لمملكة سردينيا بيدمونت ممتلكاتها في البر الرئيسي وحصلت أيضاً على جمهورية جنوة. في جنوب إيطاليا سمح لصهر نابليون يواكيم مورات بالاحتفاظ بمملكة نابولي ولكن تأييده لنابليون في المائة يوم أدى إلى استعادة آل بوربون للعرش عبر فرديناند الرابع.
أنشئت المملكة المتحدة الهولندية لأمير أورانج بما في ذلك كل من المقاطعات المتحدة القديمة والأراضي الخاضعة سابقاً للحكم النمساوي في جنوب هولندا. كانت هناك أيضاً تعديلات إقليمية أقل أهمية بما فيها المكاسب الإقليمية الكبيرة لمملكة هانوفر الألمانية (التي حصلت على شرق فريزيا من بروسيا وغيرها من الأقاليم المختلفة في شمال غرب ألمانيا) وبافاريا (التي حصلت على راينيشه بالاتينيت والأقاليم في فرنكونيا). نقلت دوقية لاونبيرغ من هانوفر إلى الدنمارك وضمت بوميرانيا السويدية [الإنجليزية] إلى بروسيا. وسعت سويسرا وأعلنت دولة محايدة. لعب المرتزقة السويسريون دوراً كبيراً في الحروب الأوروبية لبضع مئات من السنين وكان القصد وضع حد لهذه الأنشطة مرة واحدة وإلى الأبد.
أثناء الحروب فقدت البرتغال مدينة أولايفينزا لصالح إسبانيا وفي مؤتمر فيينا أرادت استعادتها. البرتغال تاريخياً أقدم حليف للمملكة المتحدة وبدعم منها نجحت في إدراج حقها في استعادة أولايفينزا في المادة 105 من الوثيقة الختامية والتي تنص على أن المؤتمر «فهم أن احتلال أولايفينزا غير شرعي واعتراف بحق البرتغال فيها». صدقت البرتغال على الوثيقة الختامية في عام 1815 لكن إسبانيا لم توقع. بالتالي أصبحت إسبانيا أهم معأرضي مؤتمر فيينا، حتى غيرت رأيها في النهاية وقررت أنه من الأفضل لمصلحتها أن تكون جزءاً من أوروبا بدلاً من أن تكون منعزلة وقبلت أخيراً المعاهدة في 7 مايو/أيار 1817 ومع ذلك لم تعد أولايفينزا والمناطق المحيطة بها فعلاً إلى السيطرة البرتغالية ولا تزال هذه المعضلة مطروحة إلى الآن. تلقت المملكة المتحدة من بريطانيا العظمى وإيرلندا أجزاء من جزر الهند الغربية على حساب هولندا وإسبانيا وحافظت على المستعمرات الهولندية السابقة في سيلان ومستعمرة كيب وحافظت أيضاً على مالطا وهليجولاند. بموجب معاهدة باريس حصلت بريطانيا على الوصاية على الولايات المتحدة لجزر البحر الأيوني وسيشيل.

## الانتقادات اللاحقة
تعرض المؤتمر لانتقادات متكررة في القرن التاسع عشر والمؤرخين الأكثر حداثة بتجاهل الدوافع الوطنية والليبرالية وفرض رجعية خانقة في القارة. كان جزءاً لا يتجزأ في ما أصبح يعرف باسم النظام المحافظ حيث نزعت الشرعية عن الحريات والحقوق المدنية المرتبطة بالثورتين الأمريكية والفرنسية وتم شراء السلام والاستقرار بدلاً من ذلك.
في القرن العشرين مع ذلك أعجب العديد من المؤرخين برجال الدولة في المؤتمر الذي عمل على منع حرب أخرى أوروبية أخرى واسعة النطاق لما يقرب من مائة عام (1815-1914). من بين هؤلاء هنري كسنجر، الذي كتب في أطروحته للدكتوراه العالم المسترد (1957) حول ذلك. قبل افتتاح مؤتمر السلام في باريس عام 1918 دعت وزارة الخارجية البريطانية للعودة إلى تاريخ مؤتمر فيينا ليكون بمثابة المثال لمندوبيها لكيفية تحقيق سلام ناجح. بالإضافة إلى أن قرارات المؤتمر وضعتها القوى العظمى الأربع (النمسا وبروسيا وروسيا والمملكة المتحدة)، ولم تستطع كل بلدان أوروبا إيصال حقوقهم للمؤتمر. على سبيل المثال أصبحت إيطاليا مجرد «تعبير جغرافي» وقسمت إلى ثمانية أجزاء (بارما ومودينا وتوسكانا ولومبارديا والبندقية وبيدمونت وسردينيا والدولة البابوية ونابولي وصقلية) الخاضعة لسيطرة القوى المختلفة في حين أن بولندا كانت تحت نفوذ روسيا بعد المؤتمر. بالتالي الترتيبات التي وصلت إليها القوى العظمى الأربعة أدت في النهاية إلى نزاعات مستقبلية. حافظ مؤتمر فيينا على توازن القوى في أوروبا لكنه لم يحد من انتشار الحركات الثورية في القارة.